# 総合病院玉野市立玉野市民病院
総合病院玉野市立玉野市民病院（そうごうびょういんたまのしりつたまのしみんびょういん）はかつて岡山県玉野市にあった市立病院である。
玉野三井病院と統合し、たまの病院として開業した。

## 沿革
1952年（昭和27年）10月に「市立玉野療養所」として開設された市立病院。1955年（昭和30年）10月に「市立玉野病院」に改称し、その後1973年（昭和48年）10月に「玉野市立玉野市民病院」、1975年（昭和50年）7月に現在の「総合病院玉野市立玉野市民病院」（そうごうびょういんたまのしりつたまのしみんびょういん）に改称した。
- 1952年（昭和27年）10月1日 「市立玉野療養所」として玉野市田井に開設（病床数　150床，診療科目　内科・外科・歯科)
- 1953年（昭和28年）3月1日 病棟増築（50床）病床数　200床
- 1955年（昭和30年）10月8日 名称を「市立玉野病院」と改称
- 1956年（昭和31年）3月1日 病棟増築（50床）病床数　250床
- 1959年（昭和34年）1月1日 ベッドスクール開設
- 1966年（昭和41年）4月1日 地方公営企業法一部適用
- 1970年（昭和45年）10月1日 病床数　一般112床，結核114床
- 1973年（昭和48年）9月30日 ベッドスクール閉鎖
- 1973年（昭和48年）10月1日 現在地（宇野二丁目3番1号）へ新築移転

名称を「玉野市立玉野市民病院」と改称（一般112床，結核93床　計205床）
診療科目　内科・外科・産婦人科・眼科・小児科・整形外科・耳鼻咽喉科・泌尿器科
- 1975年（昭和50年）7月21日 名称を「総合病院玉野市立玉野市民病院」と改称
- 1975年（昭和50年）9月20日 病床数　一般181床，結核24床
- 1978年（昭和53年）11月2日 病床数　一般205床
- 1979年（昭和54年）10月1日 診療科目に脳神経外科を追加
- 1988年（昭和63年）9月1日 診療科目に皮膚科を追加
- 1993年（平成5年）5月13日 自治体優良病院として全国自治体病院協議会表彰を受賞
- 1994年（平成6年）2月1日 総合案内開始
- 1995年（平成7年）1月1日 新看護料導入【一般2.5対1看護(A)　加算15対1看護補助】
- 1996年（平成8年）4月1日 加算10対1看護補助
- 1996年（平成8年）3月15日 エネルギープラント改修工事竣工
- 1996年（平成8年）5月1日 玉野市民病院経営改善委員会設置
- 1997年（平成9年）3月4日 「玉野市民病院経営健全化計画」策定
- 1997年（平成9年）6月21日 第1回玉野市民病院研究発表会開催
- 1997年（平成9年）7月 前立腺がん検診開始
- 1997年（平成9年）10月 開放型病院の指定
- 1998年（平成10年）1月 適時適温給食の指定
- 1998年（平成10年）4月1日 6階病棟開設（3-5階各60床，6階25床）、人間ドック専用室開設
- 1998年（平成10年）8月1日 救急告示病院に指定
- 1998年（平成10年）12月21日 病院機能評価認定
- 1999年（平成11年）4月1日 週休2日制完全実施  ・医療社会事業係設置
- 1999年（平成11年）6月1日 地域医療連携室設置　・訪問看護事業所設置
- 1999年（平成11年）12月　日本医療評価機構から機能評価病院として認定
- 2001年（平成13年）4月1日 患者給食業務全部委託、病後児保育業務受託
- 2002年（平成14年）10月1日 診療科目に麻酔科疼痛外来を追加
- 2002年（平成14年）11月1日 病床数　一般199床
- 2003年（平成15年）3月1日 院外処方（外科外来、産婦人科外来）開始
- 2003年（平成15年）4月1日 院外処方（外来全科）開始
- 2003年（平成15年）10月30日 管理型臨床研修病院指定
- 2003年（平成15年）12月21日 病院機能評価認定（更新）
- 2004年（平成16年）4月1日 眼科、耳鼻咽喉科、脳神経外科、皮膚科休診　・医事業務全部委託
- 2005年（平成17年）6月24日 診療科目にリハビリテーション科を追加
- 2006年（平成18年）1月1日 6階病棟（25床）を回復期リハビリテーション病棟に変更、整形外科を4階病棟に変更
- 2006年（平成18年）8月1日 亜急性期病室を9床設置（3階5床、5階4床）・訪問リハビリテーション指定事業者
- 2006年（平成18年）9月 眼科、耳鼻咽喉科を再開（週一回）
- 2006年（平成18年）10月17日 助産施設
- 2006年（平成18年）11月1日 入院基本料 13:1→10:1（3.4.5F 174床）
- 2007年（平成19年）4月1日 地方公営企業法全部適用
- 2008年（平成20年）12月21日 病院機能評価認定（更新）
- 2009年（平成21年）3月「玉野市立玉野市民病院改革プラン」策定
- 2011年（平成23年）3月「玉野市民病院経営改善計画」策定
- 2012年（平成24年）6月 亜急性期病室を5床に変更（3階5床）
- 2013年（平成25年）12月21日 病院機能評価認定（更新）
- 2014年（平成26年）9月30日 亜急性期病室の廃止
- 2015年（平成27年）2月1日 3階病棟（54床）を休床
- 2016年（平成28年）2月21日 医療法人平成博愛会と包括協定締結（協定期間：平成28年4月1日～平成31年3月31日）
- 2016年（平成28年）5月1日 4階病棟（60床）を障害者病棟に変更
- 2016年（平成28年）6月1日 6階病棟（25床）を一般病床に変更
- 2016年（平成28年）6月1日 5階病棟（40床）を回復期リハビリテーション病棟へ変更
- 2016年（平成28年）6月1日 5階病棟（20床）を地域包括ケア病床へ変更
- 2016年（平成28年）9月1日 5階病棟、回復期リハビリテーション病棟を40床→35床へ変更
- 2016年（平成28年）9月1日 5階病棟、地域包括ケア病床を20床→25床へ変更
- 2016年（平成28年）10月1日 3階病棟（54床）を障害者病棟に変更
- 2016年（平成28年）10月1日 4階病棟（45床）を一般病床に変更
- 2016年（平成28年）10月1日 4階病棟（45床）を休床
- 2016年（平成28年）10月1日 6階病棟（25床）を休床
- 2017年（平成29年）3月「玉野市新病院基本構想」策定
- 2017年（平成29年）4月 岡山大学へ寄付講座を開設（講座名：岡山県南東部（玉野）総合診療医学講座）
- 2019年（平成31年）4月1日　医療法人平成博愛会と包括協定を1年延長（協定期間：平成31年4月1日～令和2年3月31日）
- 2019年（令和元年）9月 三井E&Sホールディングスが運営する玉野三井病院と経営統合を発表。2021年4月に地方独立行政法人玉野医療センターを開設。2病院は維持する[1]。集約するため2025年1月開院予定[2]。
- 2024年（令和6年）12月31日 統合先であるたまの病院への移転のため玉野三井病院とともに閉院。

## 診療科
- 内科
- 外科
- 整形外科
- 泌尿器科
- 小児科
- 産婦人科
- 麻酔科
- 眼科
- 耳鼻咽喉科
- リハビリテーション科

## 交通アクセス
- JR宇野駅から徒歩で約20分、タクシーで約5分。
- JR宇野駅から玉野市コミュニティバス「シーバス」深山すこやか・東児すこやかに乗車、「玉野市民病院」で下車後すぐ。
- JR宇野駅から両備バス渋川三丁目・王子ヶ岳方面行に乗車、「NTT玉野前（新道）」で下車後徒歩。
- JR宇野駅から両備バス企業団地・秀天橋・玉野光南高校方面行に乗車、「NTT玉野前（旧道）」で下車後徒歩。